# Komatsu Ren
Ren Komatsu (sinh ngày 10 tháng 9 năm 1998) là một cầu thủ bóng đá người Nhật Bản.

## Sự nghiệp câu lạc bộ
Ren Komatsu đã từng chơi cho Matsumoto Yamaga FC.